# ベストコレクション (レイジーのアルバム)
『ベストコレクション 1977〜1981』は、1999年2月21日に発売されたレイジーのベスト・アルバム。

## 概要
RCA在籍時に発表した全曲（ライブ音源を除く）を4枚のCDに完全収録したアルバムである。ライナーノーツには、結成から本アルバム発売までの年表が掲載された。

## 収録曲
| Disc 1 1. レイジーのテーマ 2. Hey! I Love You! 3. 赤頭巾ちゃん御用心 4. 燃えろロックン・ロール・ファイアー 5. レターでキッス 6. カムフラージュ 7. クィーンにふさわしい 8. ハローハローハロー 9. OK! 10. 恋のピエロ 11. 二人の宝島※ 12. 地獄の天使 13. ダンス・ウィズ・ミー(vo: MICHELL, POCKY, FUNNY) 14. 恋はアクション映画 15. 青春の1ページ 16. 愛には愛を 17. 失われた伝説※ 18. ハロー・ロスアンジェルス Disc 2 1. ベイビー・アイ・メイク・ア・モーション 2. Midnight Boxer 3. ロックン・ロールさえやってりゃ(vo: SUZY) 4. STOP THE MUSIC 5. GUITAR MAN(vo: SUZY) 6. フルカウント 7. 内気な夏(vo: POCKY) 8. MY ANGEL 9. 真昼のメインストリート(vo: FUNNY) 10. 100%の片想い(vo: POCKY) 11. SWEET GOOD-BYE 12. Bye Bye Baby 13. Funny Show 14. ハート・ビート 15. Free | Disc 3 1. お前はハウジ 2. Good-by My Baby(vo: FUNNY) 3. Rock'n Roll Party(vo: DAVY) 4. 君はロンリーエンジェル 5. 好きさ、好きさ、好きさ 6. HOTEL 7. 海を見つめて(vo: SUZY) 8. どら猫ミーコの大失恋(vo: POCKY) 9. WE ARE STAR 10. プレリュード 11. Goin' Back To China 12. ワイルド・フラワー 13. 哀しみのLonely Town 14. 哀愁R & R 15. 悲しみをぶっとばせ 16. ゴールデン・ゲート※ Disc 4 1. 感じてナイト 2. DREAMER 3. REAMY EXPRESS TRIP(vo: SUZY) 4. 天使が見たものは 5. TIME GAP 6. 遥かなるマザーランド(Instrumental) 7. EARTH ARK（宇宙船地球号） 8. 僕らの国でも 9. 美しい予感(vo: FUNNY) 10. LONELY STAR 11. ガラスのハート(vo: FUNNY) 12. 星のハーティー・ロード(vo: POCKY) |

※初CD化